# Romans d'Orient
Els romans d'Orient, romaics o, simplement, romans (Ῥωμαῖοι, Romei) eren els ciutadans cristians i de parla grega de l'Imperi Romà d'Orient en l'antiguitat tardana i l'edat mitjana. Eren el grup ètnic majoritari de Constantinoble i Anatòlia (actual Turquia), les illes gregues, Xipre i parts del sud dels Balcans i formaven una pluralitat o minoria significativa als centres urbans costaners de Llevant i el nord d'Egipte. Els ciutadans de l'imperi s'identificaven com a romans, mentre que el terme anacrònic «bizantins» (Βυζαντινοί), emprat en la historiografia moderna, no fou inventat fins que ja havien passat més de 100 anys des de la caiguda de Constantinoble.
El principal fonament de l'estructura social dels romans d'Orient era una base rural agrària que incloïa els camperols i una petita part dels pobres. Els camperols vivien a tres tipus d'assentaments: el córion (poble), l'agrídion (vilatge) i el proàstion (finca). Molts dels disturbis que es produïren a l'Imperi Romà d'Orient eren deguts a les maquinacions de les faccions polítiques, no a aquesta gran base popular. En un primer moment, els soldats romans eren reclutats entre els camperols rurals i entrenats anualment. A principis del segle xi, tanmateix, la majoria de soldats de l'exèrcit eren homes d'armes professionals o mercenaris.
Fins al segle xii, els romans d'Orient tenien una població més educada que l'Occident, sobretot a l'escola primària, de manera que la seva taxa d'alfabetisme era relativament alta. Els comerciants romans tenien molt d'èxit i gaudien d'una posició molt forta en el comerç internacional. Malgrat els reptes dels comerciants italians, aconseguiren mantenir la seva posició durant la segona meitat de l'existència de l'imperi. El clergat també ocupava un lloc especial: no només tenia més llibertat que els seus homòlegs occidentals, sinó que el patriarca de Constantinoble també era considerat igual al papa. Els clergues havien anat consolidant la seva posició al llarg dels segles, car durant el regnat de Constantí el Gran (r. 306-337) a principis de l'Imperi Romà d'Orient, els cristians tan sols representaven un 10% de la població.
El grec ja estava força estès a la part oriental de l'Imperi Romà quan Constantí en transferí la capital a Constantinoble, tot i que l'administració imperial feia servir el llatí. A partir del regnat d'Heracli (610-641), el grec esdevingué la llengua predominant entre la població i substituí el llatí en l'administració. Al principi, l'Imperi Romà d'Orient era un estat multiètnic, però amb la pèrdua de les províncies no hel·lenòfones a causa de l'expansió de l'islam durant el segle vii, els romans d'Orient, que ocupaven els territoris de Xipre, Grècia, Turquia, Sicília i parts del sud de Bulgària, Crimea i Albània, n'esdevingueren el grup dominant. Les relacions entre els romans d'Orient i Occident també s'anaren deteriorant amb el pas del temps, especialment amb l'Europa llatina.
El cisma del 1054 entre l'Occident catòlic i l'Orient ortodox empitjorà les relacions encara més i feu que els romans d'Orient fossin considerats heretges a Occident. Durant els últims segles de l'Imperi Romà d'Orient, els europeus occidentals deixaren de veure els romans d'Orient com a hereus de l'Imperi Romà i passaren a considerar-los un regne oriental de pobles grecs, especialment després que Carlemany, rei dels francs entre el 768 i el 814, fos coronat emperador a Roma l'any 800.
A conseqüència del declivi de l'Imperi Romà d'Orient, els romans d'Orient i les seves terres caigueren sota domini exterior, principalment otomà. Els termes Rûm, que es referia als ortodoxos hel·lenòfons, i millet-i Rûm (‘nació romana’), que abastava totes les poblacions ortodoxes, foren utilitzats tant pels grecs otomans com pels seus governants otomans fins al segle xx.

## Terminologia

L'àguila bicèfala, emblema de la dinastia dels Paleòlegs

Durant la major part de l'edat mitjana, els romans d'Orient s'autoidentificaven com a Romei (Ῥωμαῖοι, ‘romans’), un nom que en grec medieval s'havia sinonimitzat amb el conjunt de grecs cristians. El nom llatinitzant Grekí (Γραικοί, ‘grecs’) també es feia servir, tot i que era molt poc habitual i no aparegué en la correspondència política oficial de l'Imperi Romà d'Orient fins després de la Quarta Croada (1204). Encara que, al principi, aquest nom llatí per referir-se als antics hel·lens no tenia connotacions negatives, el seu ús a l'Europa Occidental a partir del segle ix per posar en dubte la legitimitat romana de l'Imperi Romà d'Orient feu que s'acabés convertint en un exònim despectiu per als romans d'Orient, que gairebé no l'utilitzaven i, quan ho feien, era generalment en contextos relacionats amb Occident, com ara textos relatius al Concili de Florència, per presentar el punt de vista occidental. L'antic nom hel·lens es feia servir popularment com a sinònim de pagà, però fou recuperat com a etnònim al segle xi.